# Lleó de Venècia
El Lleó de Venècia és una antiga escultura en bronze d'un lleó alat, situada a la plaça de Sant Marc, a Venècia, la qual simbolitza la ciutat.
Aquesta estàtua corona una de les dues grans columnes de granit de la plaça que s'erigiren cap a l'any 1268. Ha tingut una història molt llarga i fosca, és probable que originàriament fos una estàtua d'un lleó alat o griu en el monument al déu Sandon a Tars de Cilícia (actual sud de Turquia) cap al 300 ae.